# Distrito de Bucheggberg
Bucheggberg é um distrito da Suíça, localizado no cantão de Soleura. Tem 62,86 km² de área e sua população em 2019 foi estimada em 7.954 habitantes. Sua sede é a comuna de Buchegg.

## Comunas
Bucheggberg está composto por um total de 8 comunas:
| Brasão                 | Comuna                 | População (31 de dezembro de 2019) | Área, km² |
| ---------------------- | ---------------------- | ---------------------------------- | --------- |
| Biezwil                | Biezwil                | 327                                | 4.18      |
| Buchegg                | Buchegg                | 2.560                              | 22.64     |
| Lüsslingen-Nennigkofen | Lüsslingen-Nennigkofen | 1.084                              | 7.81      |
| Lüterkofen-Ichertswil  | Lüterkofen-Ichertswil  | 829                                | 4.40      |
| Lüterswil-Gächliwil    | Lüterswil-Gächliwil    | 320                                | 3.09      |
| Messen                 | Messen                 | 1.476                              | 11.88     |
| Schnottwil             | Schnottwil             | 1.140                              | 7.19      |
| Unterramsern           | Unterramsern           | 218                                | 1.54      |
|                        | Total                  | 7.954                              | 62.86     |